# Parafering
Parafering är en juridisk term som innebär att med hjälp av initialer eller namnteckning intyga att en text är korrekt återgiven.
Inom svensk offentlig förvaltning skrivs beslut eller protokoll under med fullständig namnteckning på en sida, medan övriga sidor paraferas med initialer. Bruket har dock påverkats av en ökande andel digital signering.
Inom diplomatin används parafering för att intyga en avtalstext i ett internationellt fördrag är autentisk och slutgiltig. En avtalstext som paraferats kan betraktas som en preliminär överenskommelse mellan parterna, och kan till exempel innebära att förhandlingsdelegationernas ordförande avser att presentera texten för hemlandets regering för beslut. Avtalet träder dock inte i kraft förrän det har ratificerats.